# کادربندی

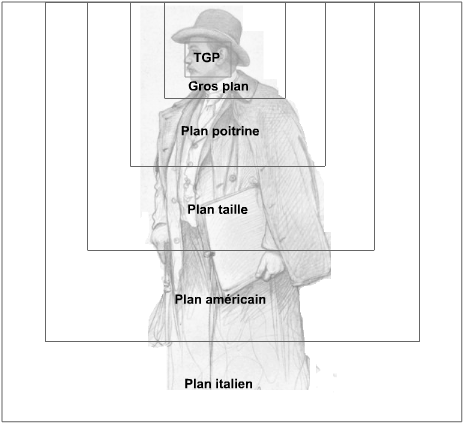

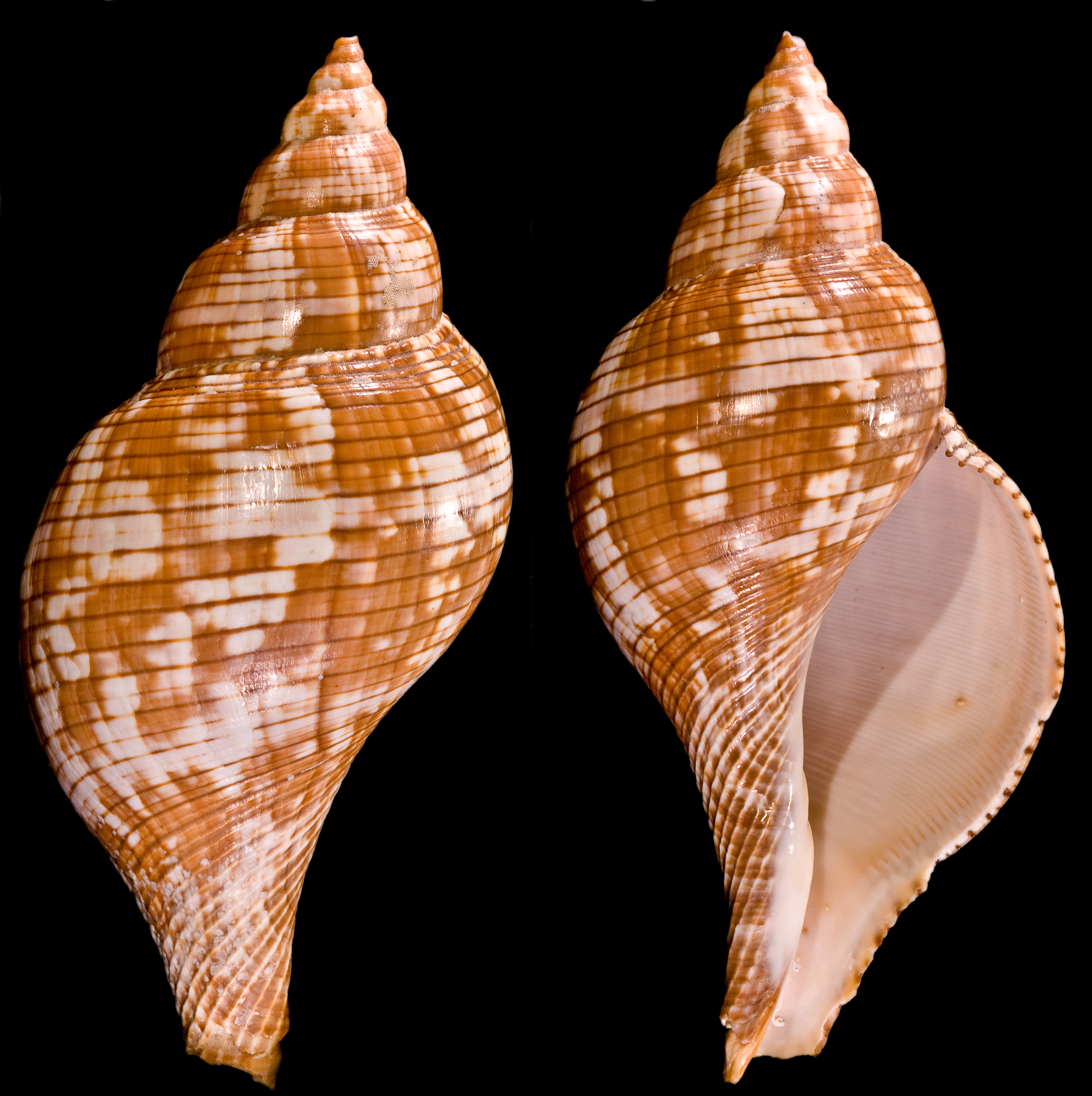
نمونه‌ای از کادربندی مربعی

کادربندی (به انگلیسی: Framing) به محل و چگونگی قرارگیری عناصر موجود در یک صحنه، در عکس یا تابلوی نقاشی، کادربندی گفته می‌شود.
ترکیب‌بندی عکاسی شامل چیدمان عناصر بصری در یک کادر برای ایجاد یک تصویر جذاب و تأثیرگذار است. این شامل در نظر گرفتن محل قرارگیری سوژه‌ها، فضای منفی و سایر عناصر برای هدایت چشم بیننده و برجسته کردن سوژه اصلی می‌شود. از تکنیک‌های ترکیب‌بندی عکاسی برای تنظیم عناصر یک تصویر استفاده می‌شود. اینها تکنیک‌هایی هستند که شبیه به روشی هستند که ما انسان‌ها معمولاً یک منظره را می‌بینیم.
با وجود این که دوربین‌ها و تجهیزات عکاسی روزبه‌روز خودکارتر و دقیق‌تر می‌شوند، هنوز تفاوت‌های بسیاری بین عکس‌های یک عکاس آماتور و یک عکاس حرفه‌ای وجود دارد. یکی از نکات مهمی که یک عکس حرفه‌ای و با ارزش را از یک عکس ضعیف و آماتوری متمایز می‌کند، کادربندی و ترکیب‌بندی صحیح عکس است.

## انواع کادربندی[۳]

### کادر افقی
پرکاربردترین نوع کادربندی، کادربندی افقی است. این کادر با حالت عناصری که در امتداد خط افق گسترده شده‌اند، متناسب است.

### کادر عمودی

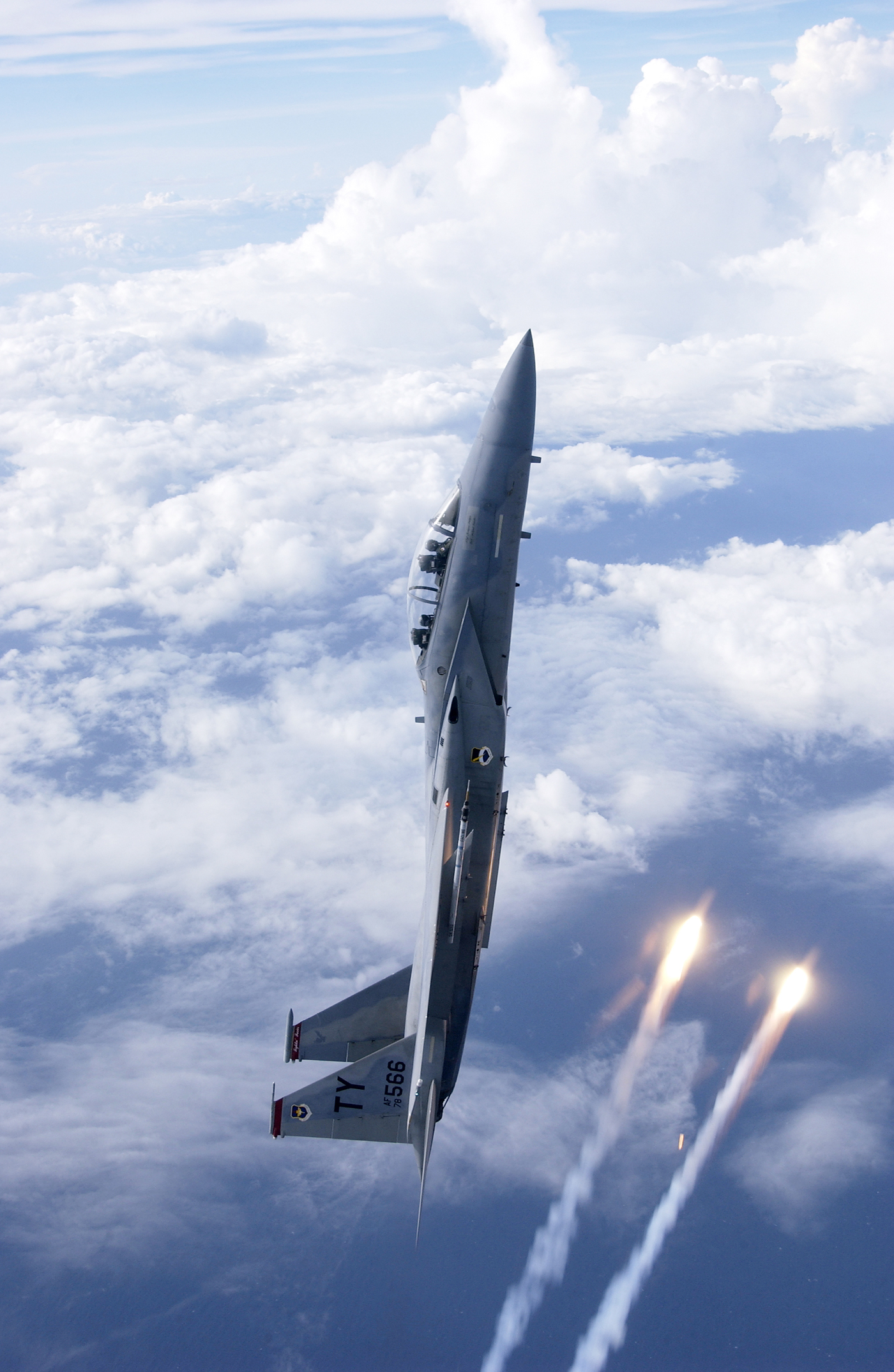
نمونه‌ای از کادربندی عمودی

کادربندی عمودی، پویاتر از افقی است؛ بنابراین موضوع‌ها در آن پرجنب‌وجوش‌تر به نظر می‌رسد. این کادر با حالت موضوع‌هایی که شکل کلی آنها با عمودی است، مانند مناره‌ها و… همخوانی بیشتری دارد.

### کادر مربعی
به دلیل تساوی بین اضلاع این کادر، بیننده به تساوی به چهار ضلع و زاویه آن جلب می‌شود. این نوع کادربندی کمتر از سایر انواع یاد شده به کار برده می‌شود.

## بهبود کادربندی
برای بهبود کادربندی تصاویر، معمولاً عکاسان از اصول زیر بهره می‌برند:
- قانون یک‌سوم - (قرار دادن سوژه روی خطوط یک سوم)
- قانون نقاط طلایی - (قرار دادن نقاط کلیدی سوژه - مانند چشم‌ها - روی نقاط طلایی تصویر)
- ایجاد حالت S - (انحنای سوژه)
- ایجاد حالت X - (برخورد سوژه با عوامل محیط در طول قطرهای کادر)
- بررسی پس‌زمینه و پیش‌زمینه تصویر - (تنظیم دیافراگم، عمق میدان و نوع کادر عکس)
- استفاده از کادرهای طبیعی - (استفاده از عناصر موجود - مانند پنجره - به عنوان کادر در تصویر)
- استفاده از قاعده فرد - (گنجاندن سوژه در کادر با ضریب اعداد فرد)

## نگارخانه

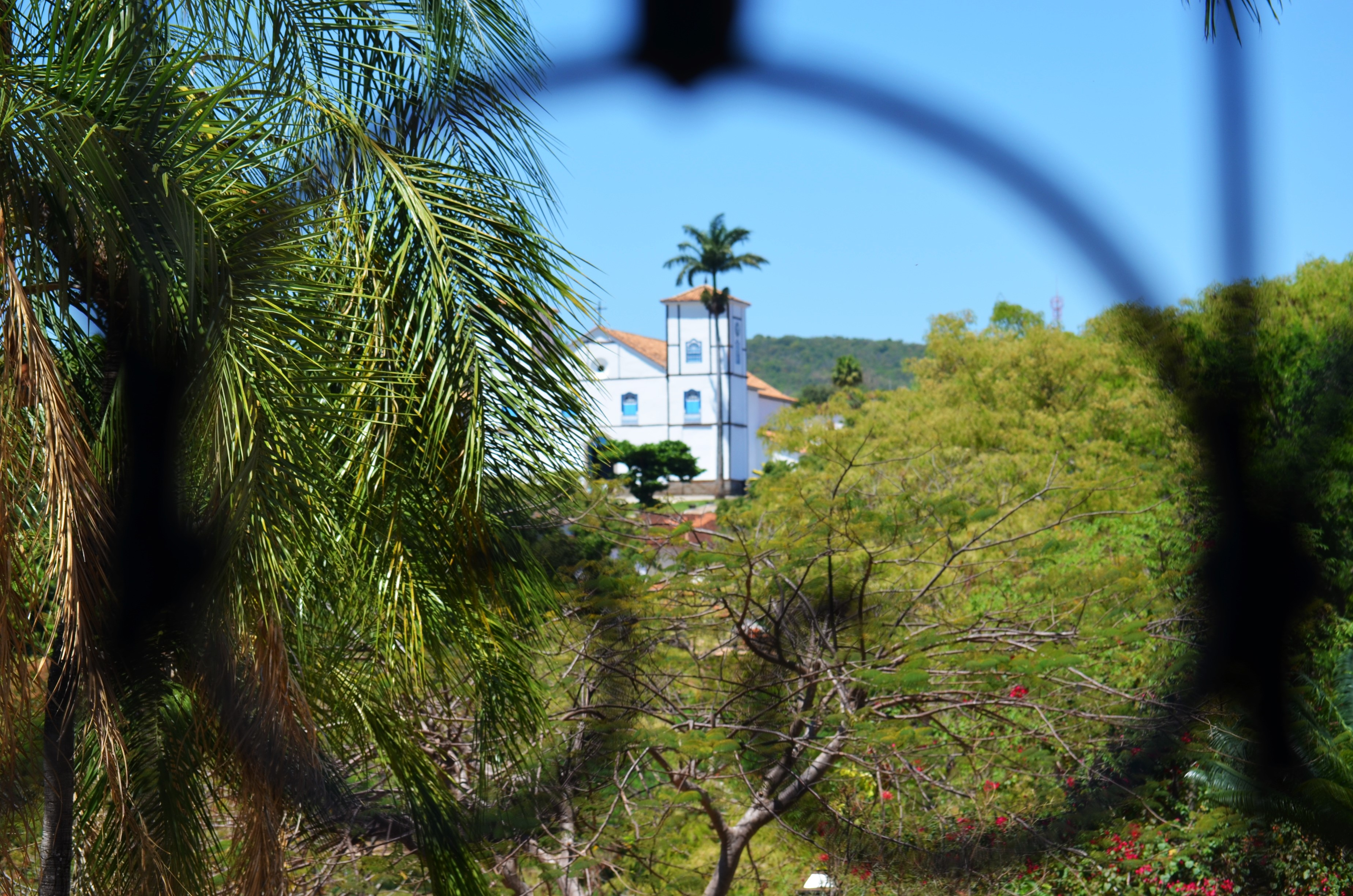
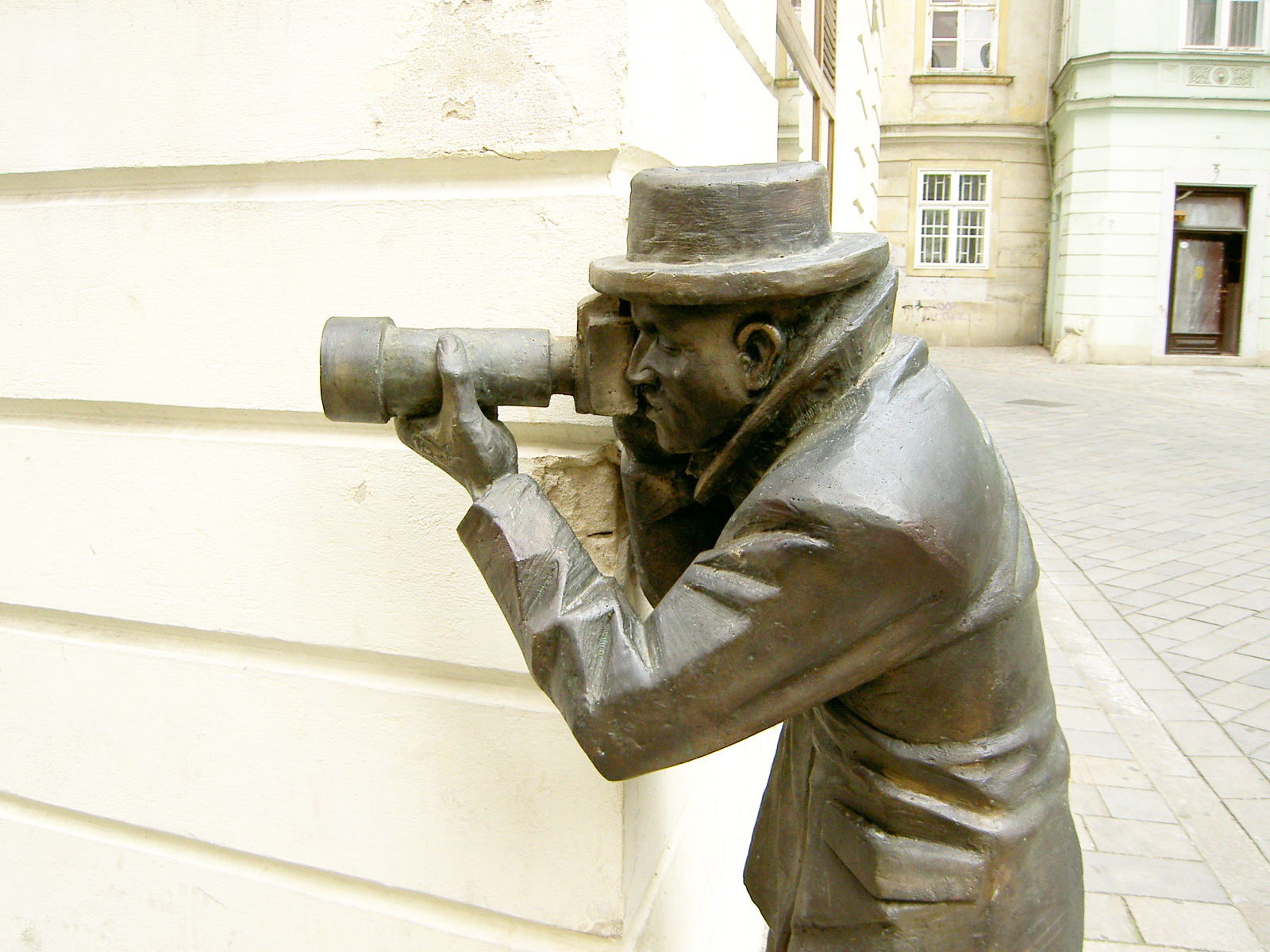
عکسی نیم‌قد از مجسمه یک عکاس پاپاراتزی که در حال قاب گرفتن یک عکس است.
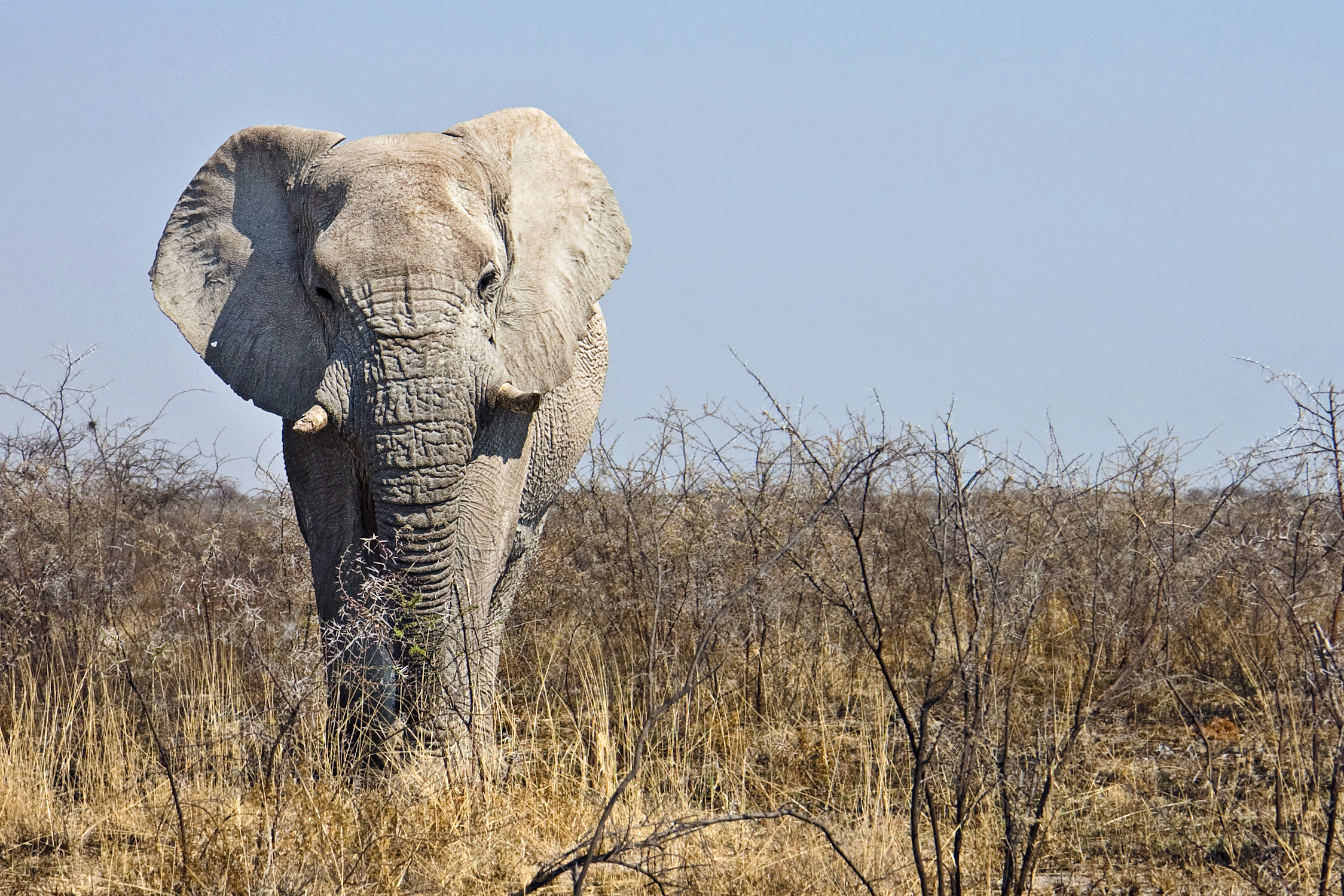
کادربندی تصویر فیل
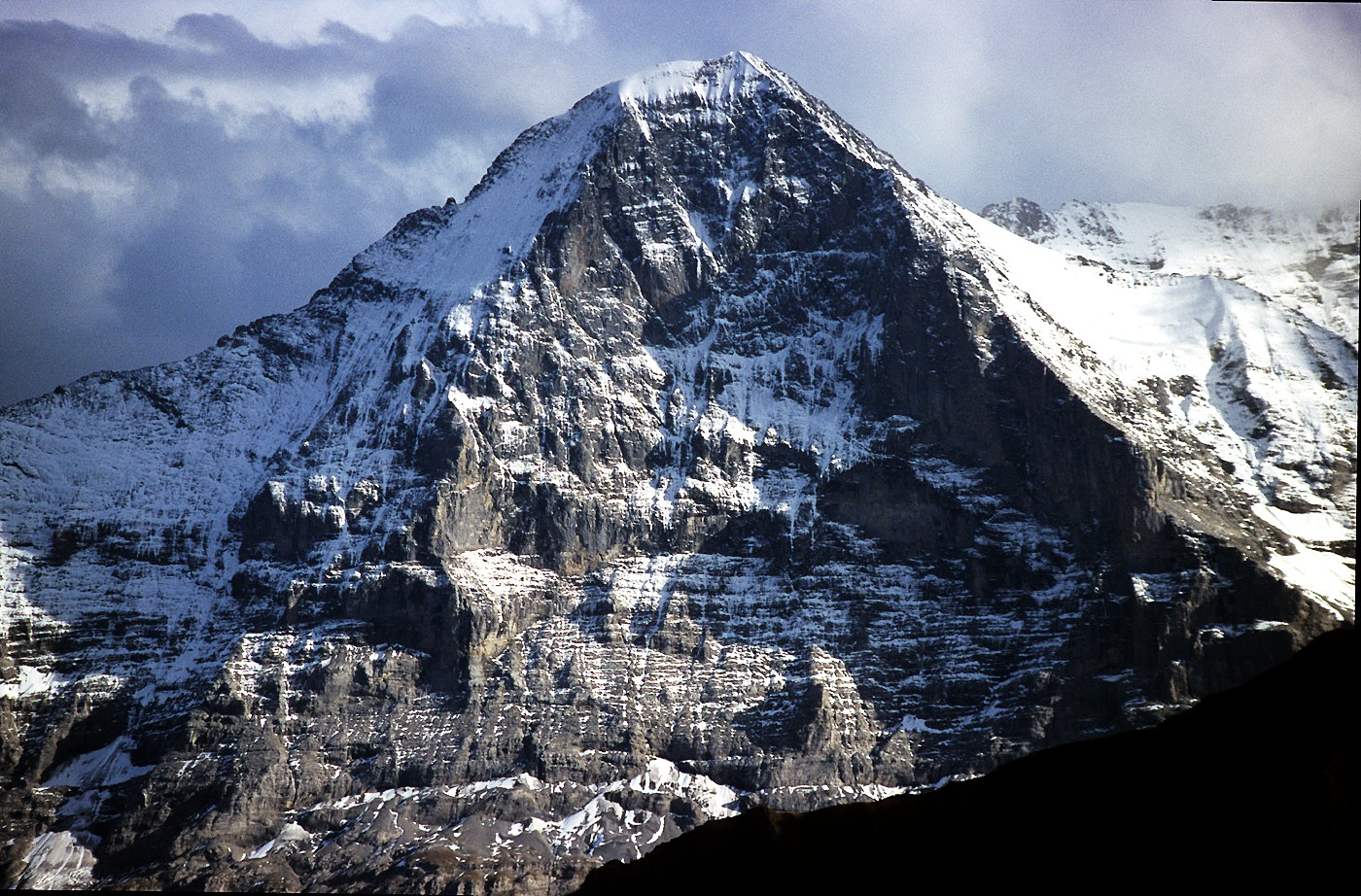
جبهه شمالی آیگر، «تمام قاب».
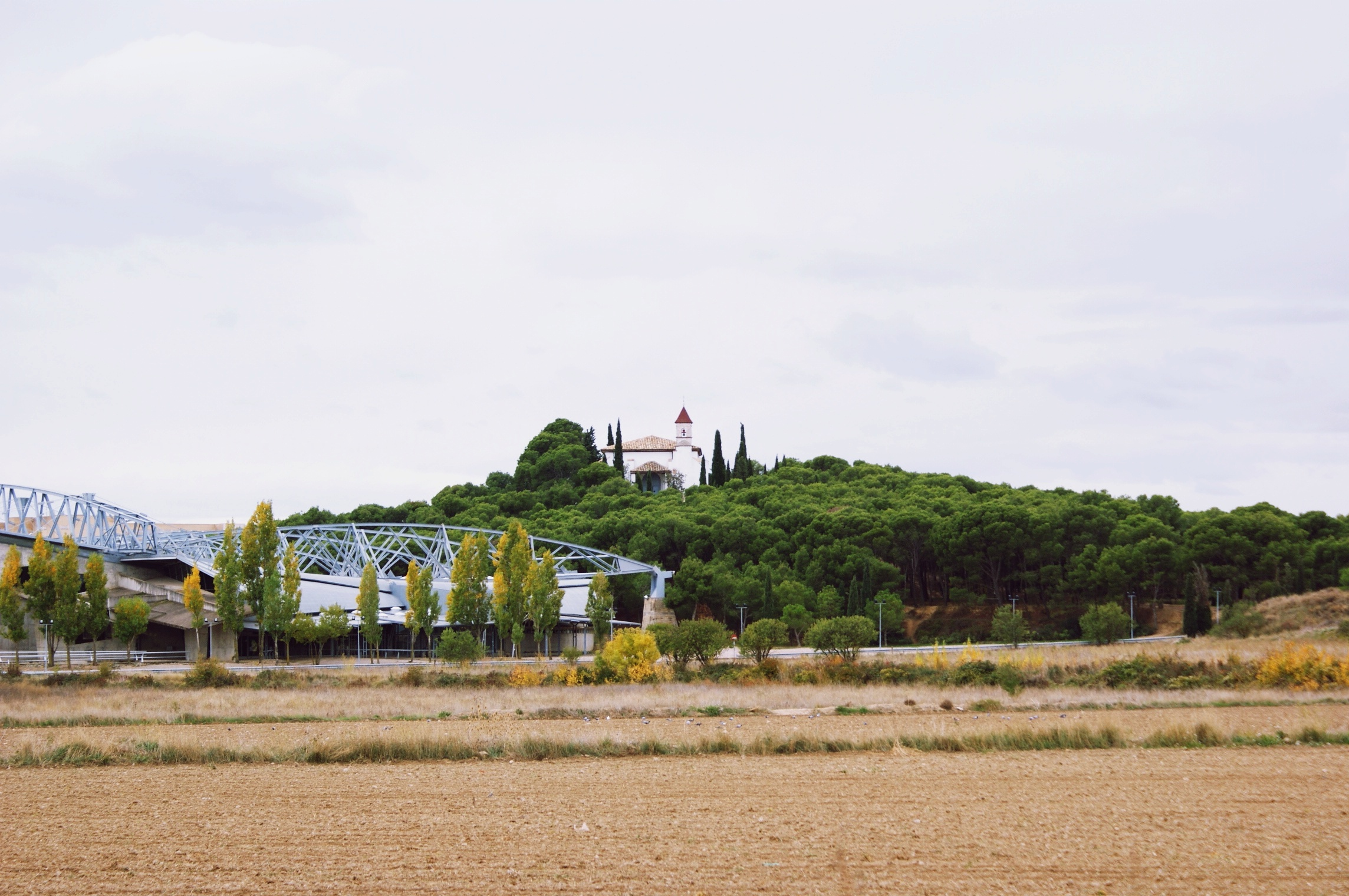
کادربندی افقی
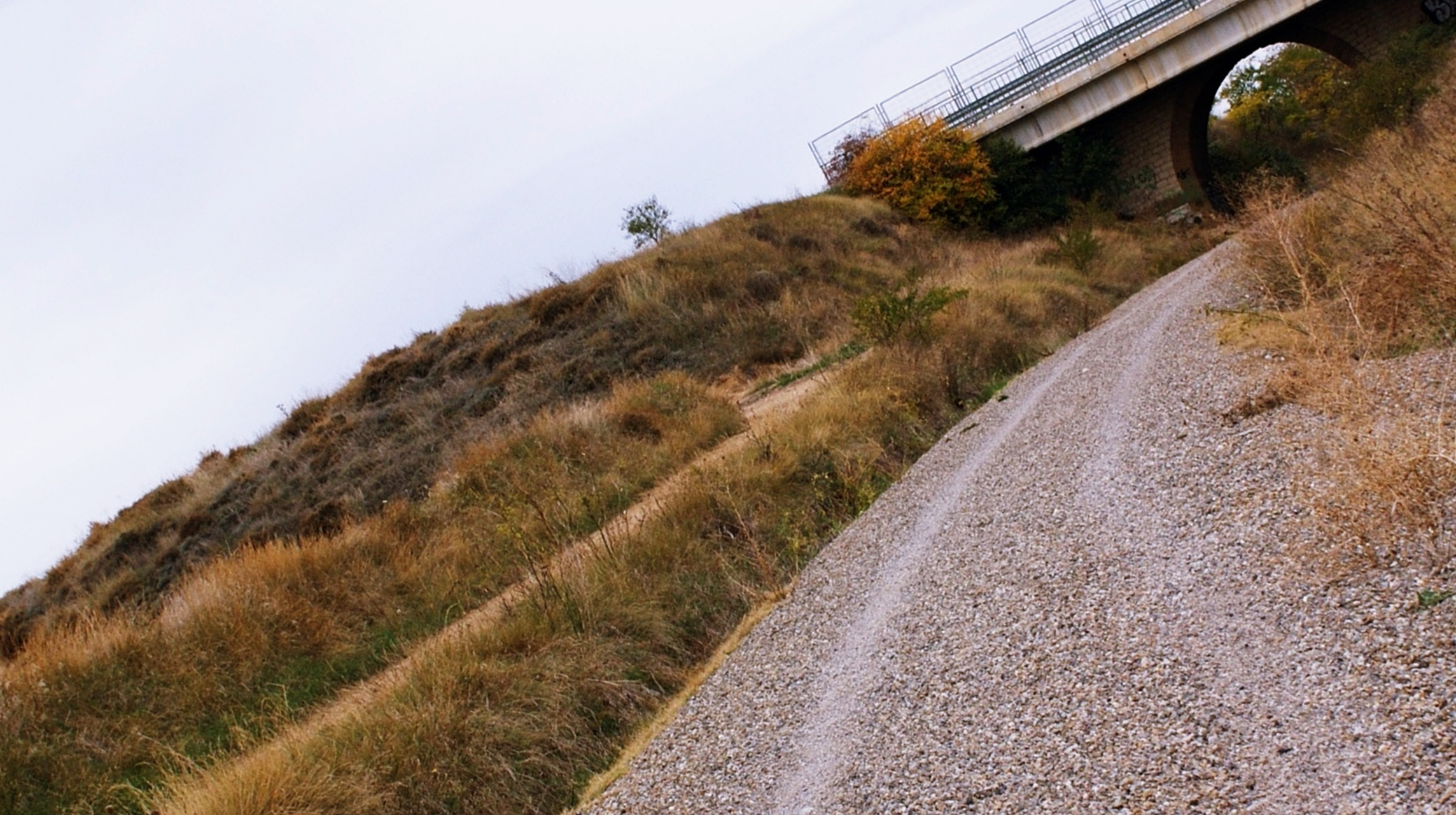
کادربندی متمایل
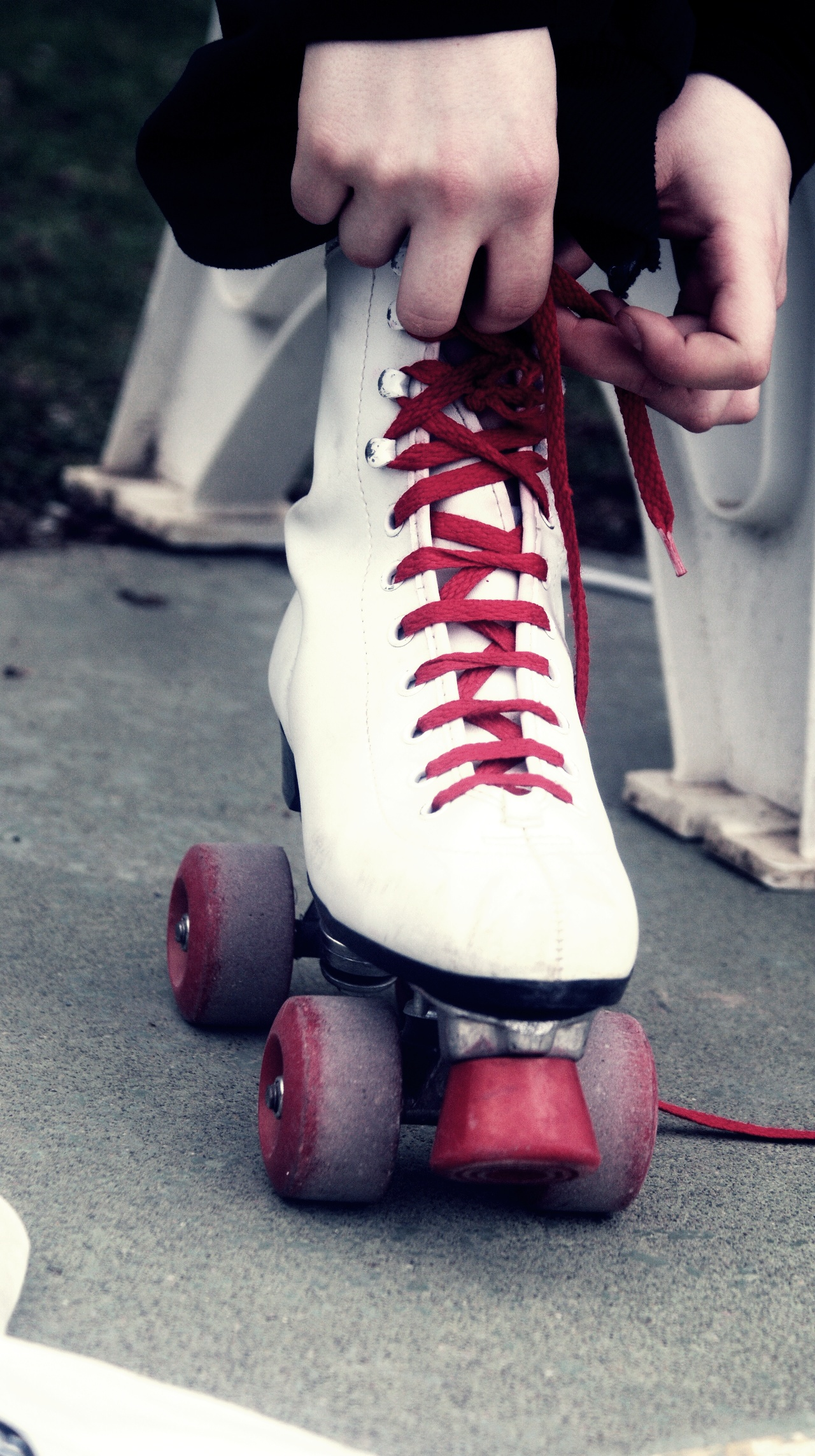
کادربندی عمودی
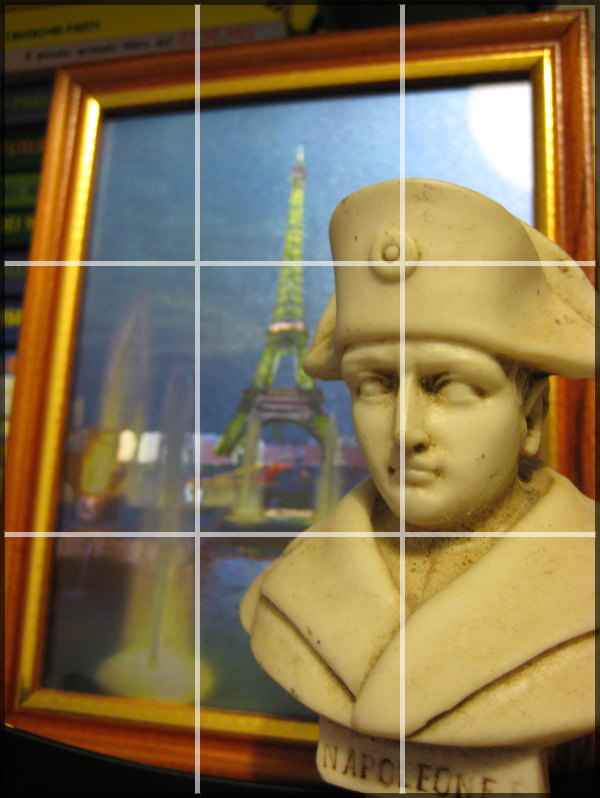
سوژه روی خط نیرو (۲-۴) قرار گرفته است، در پس‌زمینه یک عنصر ثانویه وجود دارد. از تکنیک بوکه برای کمی محو کردن پس‌زمینه و برجسته کردن شخصیت اصلی عکس استفاده شده است.
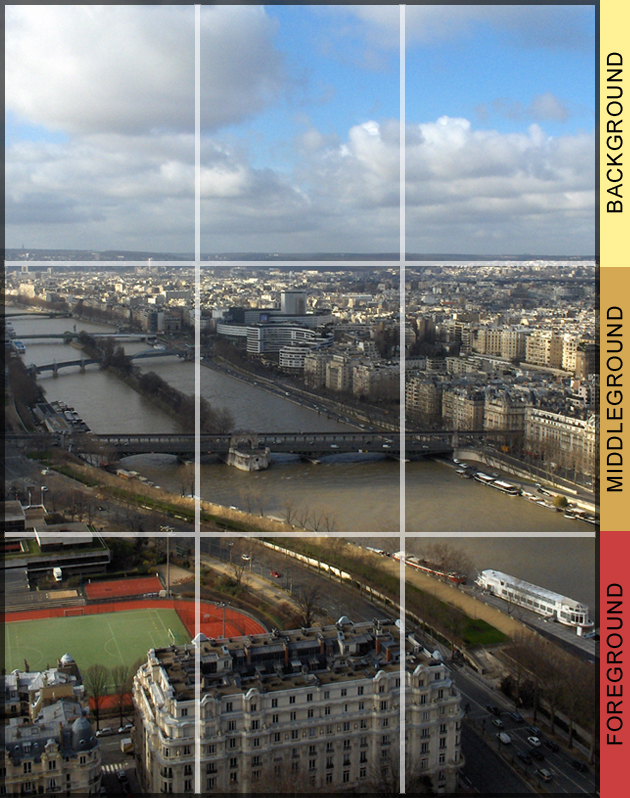
این نما (منظره) با پیروی از نشانه‌های تقسیم تصویر به سه بخش (جلو، وسط و پس‌زمینه) ترکیب‌بندی شده است. بخش پیش‌زمینه به یک ساختمان اختصاص داده شده است، در وسط منظره واقعی وجود دارد در حالی که در پس‌زمینه فقط آسمان را داریم. توجه کنید که چگونه رودخانه که به صورت مورب از تصویر عبور می‌کند، حس مسطح بودن نما را از بین می‌برد.
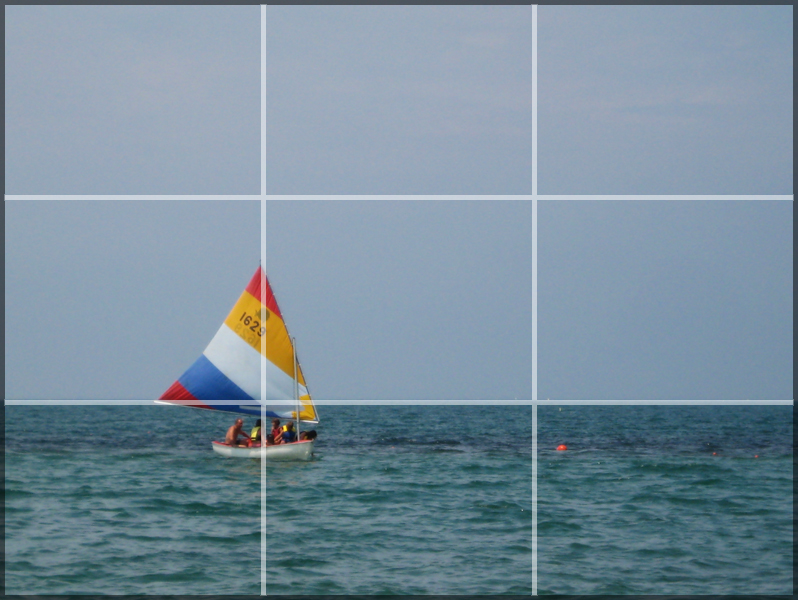
عکس (منظره دریا) به نشانه‌های موقعیت افق توجه دارد، اما به آسمان که دو سوم تصویر را پوشانده است، اهمیت بیشتری داده شده است. سوژه عکس همچنان قایق بادبانی است که در فوکوس قرار گرفته است. به شناور قرمز توجه کنید که با نزدیک بودن به یک نقطه قوت، کمی تصویر سمت راست را نامتعادل می‌کند.
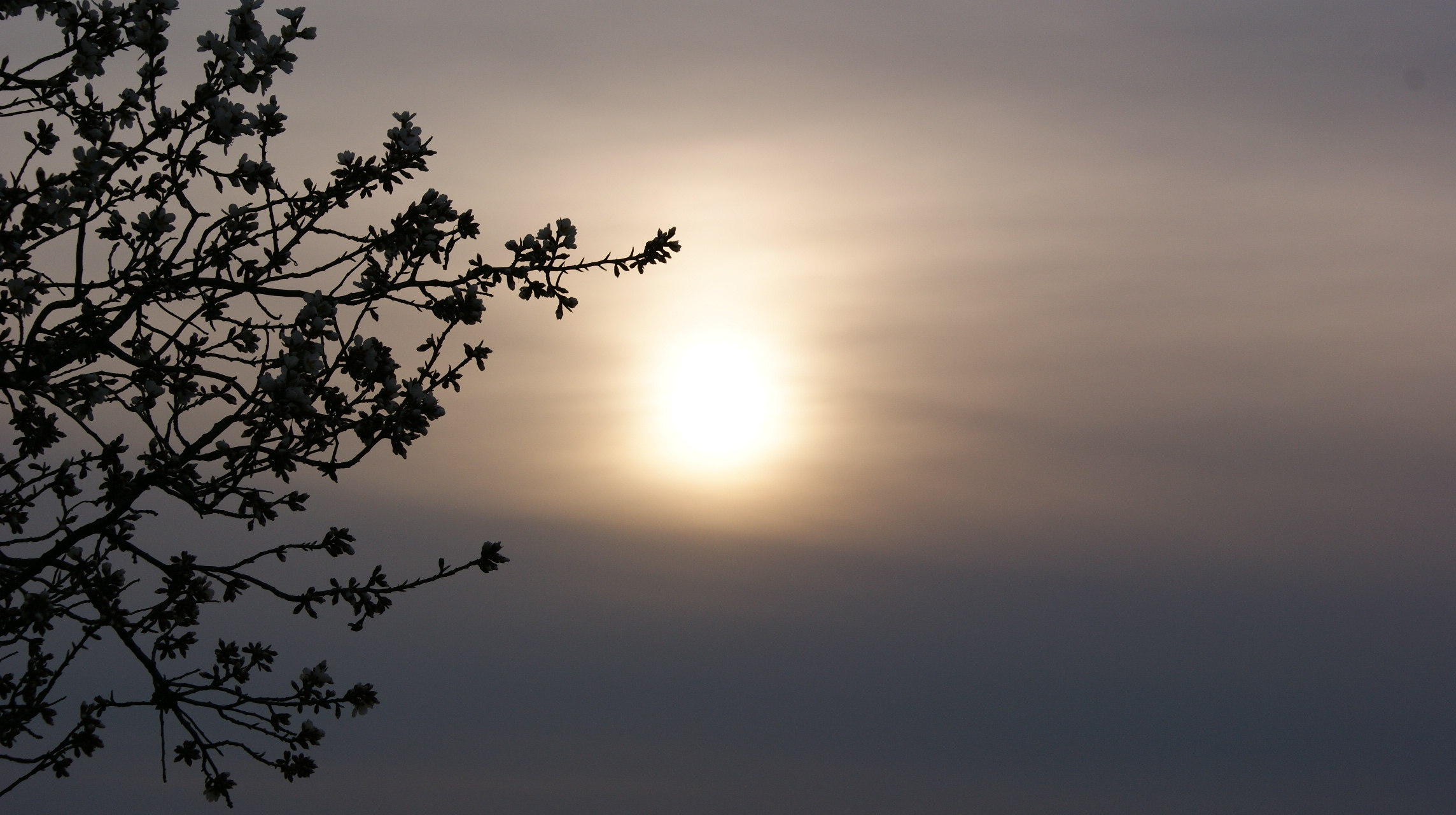
کادربندی افقی
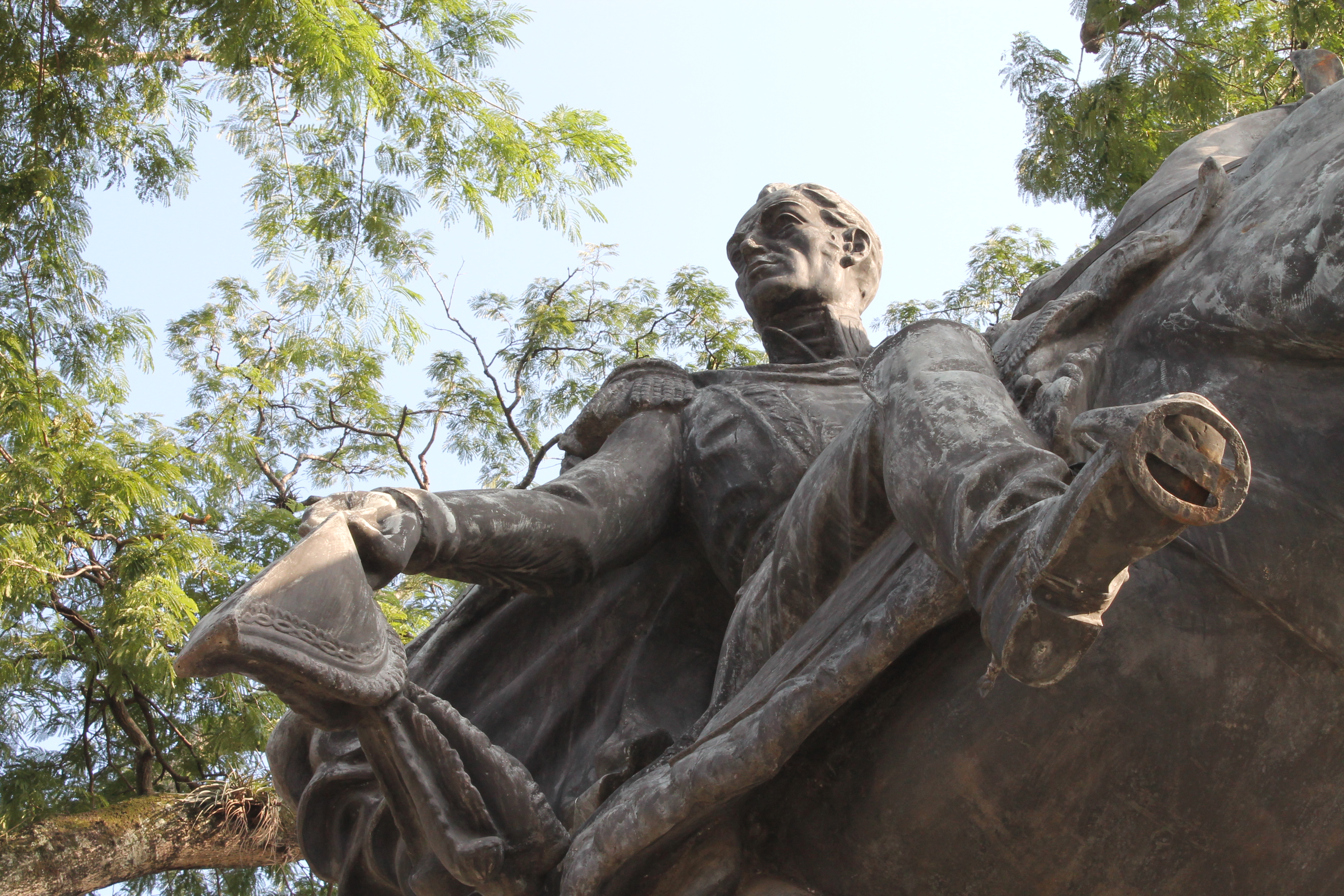
کادربندی از پایین به افق
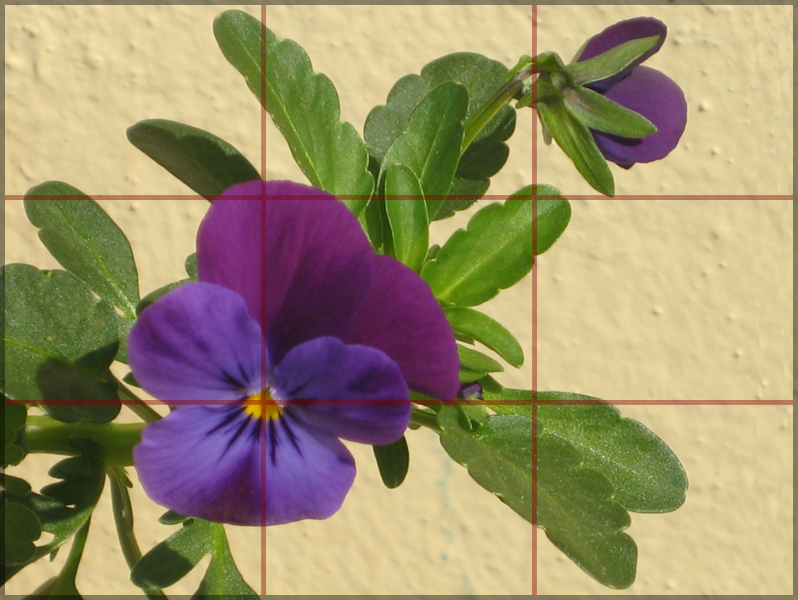
عکس ماکرو بر اساس قانون یک سوم ساخته شده است